# Hawker Henley
El Hawker Henley fue un remolcador de blancos biplaza británico derivado del Hawker Hurricane, que fue operado por la Real Fuerza Aérea durante la Segunda Guerra Mundial.

## Diseño y desarrollo
En 1934 se emitió la Especificación P.4/34 del Ministerio del Aire, que solicitaba un bombardero ligero que pudiera también ser desplegado en el papel de apoyo cercano como bombardero en picado. Fairey, Gloster y Hawker ofrecieron diseños que cubrían esta tarea. Como el avión sólo requería una carga modesta de bombas con óptimas prestaciones, Hawker desarrolló un avión similar a su caza Hurricane.
Por entonces, el Hurricane estaba en avanzado estado de desarrollo y se produciría una economía de escala si ciertos ensamblajes eran comunes para ambos aviones. Esto resultó en que el Henley compartía los paneles alares y los planos de cola con el Hurricane. Ambos estaban equipados con el motor Rolls-Royce Merlin, que ofrecía la mejor relación potencia-peso y minimizaba el área frontal. El ala monoplano en voladizo recubierta de tela del Henley era de disposición media; se seleccionó un tren de aterrizaje retráctil de rueda de cola y acomodación para un piloto y un observador/artillero.
Aunque la construcción del prototipo del Henley comenzó a mitad de 1935, el Hurricane tenía prioridad, y no fue hasta el 10 de marzo de 1937, propulsado por un motor Merlin "F", que voló por primera vez en Brooklands, poco después del competidor Fairey P.4/34. Posteriormente, el avión fue reequipado con alas de recubrimiento sujeto a esfuerzos de aleación ligera y un motor Merlin I (la versión de producción del F), confirmando más vuelos una velocidad máxima de 480 km/h, que cubría los requerimientos de la RAF.
En ese momento, el Ministerio del Aire ya había abandonado su requerimiento de un bombardero ligero, posiblemente debido a que esta tarea fue adecuadamente cubierta por el Fairey Battle. El Henley nunca fue equipado con frenos de picado, soportes para bombas o miras de bombardeo en picado, que limitaban los ángulos de ataque a menos de 70° y afectaban a la precisión, y en su lugar fue relegado a tareas de remolcado de blancos.
La Decisión del Ministerio del Aire de abandonar la investigación sobre los bombarderos en picado en 1938 tuvo mucho que ver con el peligro de pasar de vueltas al motor en un picado. Esto podía aliviarse con el uso de una hélice de velocidad constante, pero no estuvieron disponibles en número suficiente hasta 1940, cuando se necesitaban urgentemente para el Hurricane.
La producción del Henley fue subcontratada a Gloster y se pusieron en producción 200 ejemplares.
El segundo prototipo fue equipado con un cabrestante accionado a hélice que servía para recoger el cable de un blanco aéreo de manga después de realizar salidas de tiro aire-aire, y voló por primera vez el 26 de mayo de 1938.

## Historia operacional

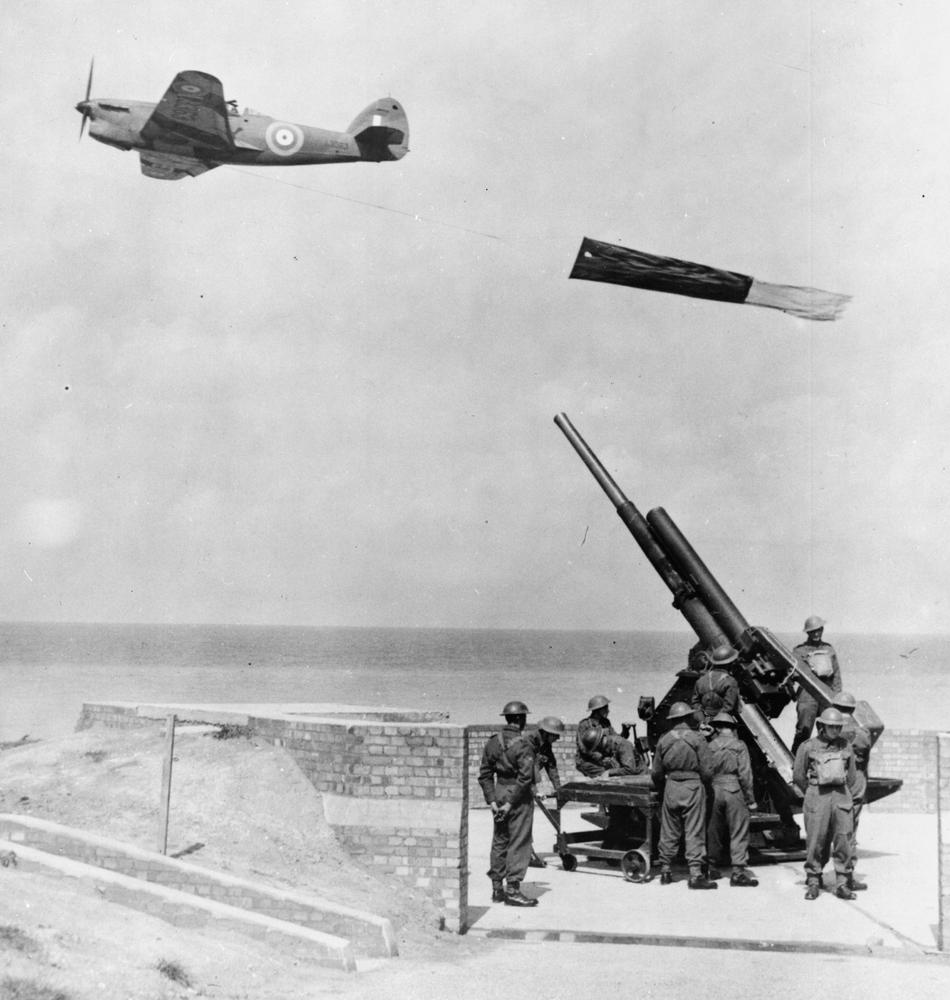
Hawker Henley desplegando una manga blanco.

El avión remolcador de blancos Henley TT.III entró en servicio con las Nos. 1, 5 y 10 Bombing and Gunnery Schools, así como con la Air Gunnery School en Barrow, Millom y Squires Gate. Desafortunadamente, a menos que el avión fuera restringido a una poco realista baja velocidad de remolcado de 350 km/h, los fallos de motor eran inaceptablemente frecuentes, lo que fue atribuido a que el sistema de refrigeración casaba bien con la misión original del Henley, pero era inadecuado cuando remolcaba un blanco, con su considerable resistencia, que resultaba en altas velocidades del motor, pero baja velocidad del aire. Los Henley fueron transferidos a unidades de cooperación antiaérea, aunque las mangas usadas eran aún más grandes y los fallos de motor se incrementaron, dándose también dificultades en la liberación de las mangas. Se perdieron varios Henley cuando la manga no pudo desplegarse lo suficientemente rápido. No se encontraron soluciones y, a mitad de 1942, el Henley fue retirado en favor de Boulton Paul Defiant modificados, y aviones específicos Miles Martinet.

## Variantes
Henley I
Prototipo.
Henley II
Segundo prototipo.
Henley III
Avión de remolcado de blancos biplaza para la RAF, 200 construidos.
Hawker Hotspur
Prototipo de variante de caza biplaza del Henley con una torreta de accionamiento eléctrico de cuatro armas. No alcanzó la etapa de producción, siendo el requerimiento cubierto por el Defiant.

## Operadores
Reino Unido
- Real Fuerza Aérea

## Especificaciones (Henley Mk III)
Referencia datos: Hawker aircraft since 1920

### Características generales
- Tripulación: Dos
- Longitud: 11,1 m (36,4 ft)
- Envergadura: 14,6 m (47,9 ft)
- Altura: 4,5 m (14,6 ft)
- Superficie alar: 31,8 m² (342,3 ft²)
- Perfil alar: raíz: Clark YH mod (20%) ; punta: Clark YH mod (12%)[5]
- Peso vacío: 2726 kg (6008,1 lb)
- Peso máximo al despegue: 4010 kg (8838 lb)
- Planta motriz: 1× motor lineal V12 refrigerado por líquido Rolls-Royce Merlin II.
  - Potencia: 770 kW (1062 HP; 1047 CV)
- Hélices: de Havilland tripala de dos pasos

### Rendimiento
- Velocidad máxima operativa (Vno): 473 km/h (294 MPH; 255 kt)
- Velocidad crucero (Vc): 378 km/h (235 MPH; 204 kt) a 4572 m (15 000 pies)
- Alcance: 1530 km (826 nmi; 951 mi)
- Techo de vuelo: 8200 m (26 903 ft)
- Régimen de ascenso: 5,8 m/s (1142 ft/min)
- Carga alar: 126 kg/m² (25,8 lb/ft²)
- Potencia/peso: 0,199 kW/kg (0,121 hp/lb)
- Velocidad de remolcado: 438 km/h a 5334 m (17 500 pies)

## Aeronaves relacionadas

### Desarrollos relacionados
- Hawker Hotspur
- Hawker Hurricane

### Aeronaves similares
- Fairey P.4/34
- Fairey Battle

### Secuencias de designación
- Secuencia P._ (interna de Hawker): P.1000 - P.1001 - P.1002 - P.1003 - P.1004 - P.1005 - P.1006 - P.1007 - P.1008 - P.1009 →